# David Blondel

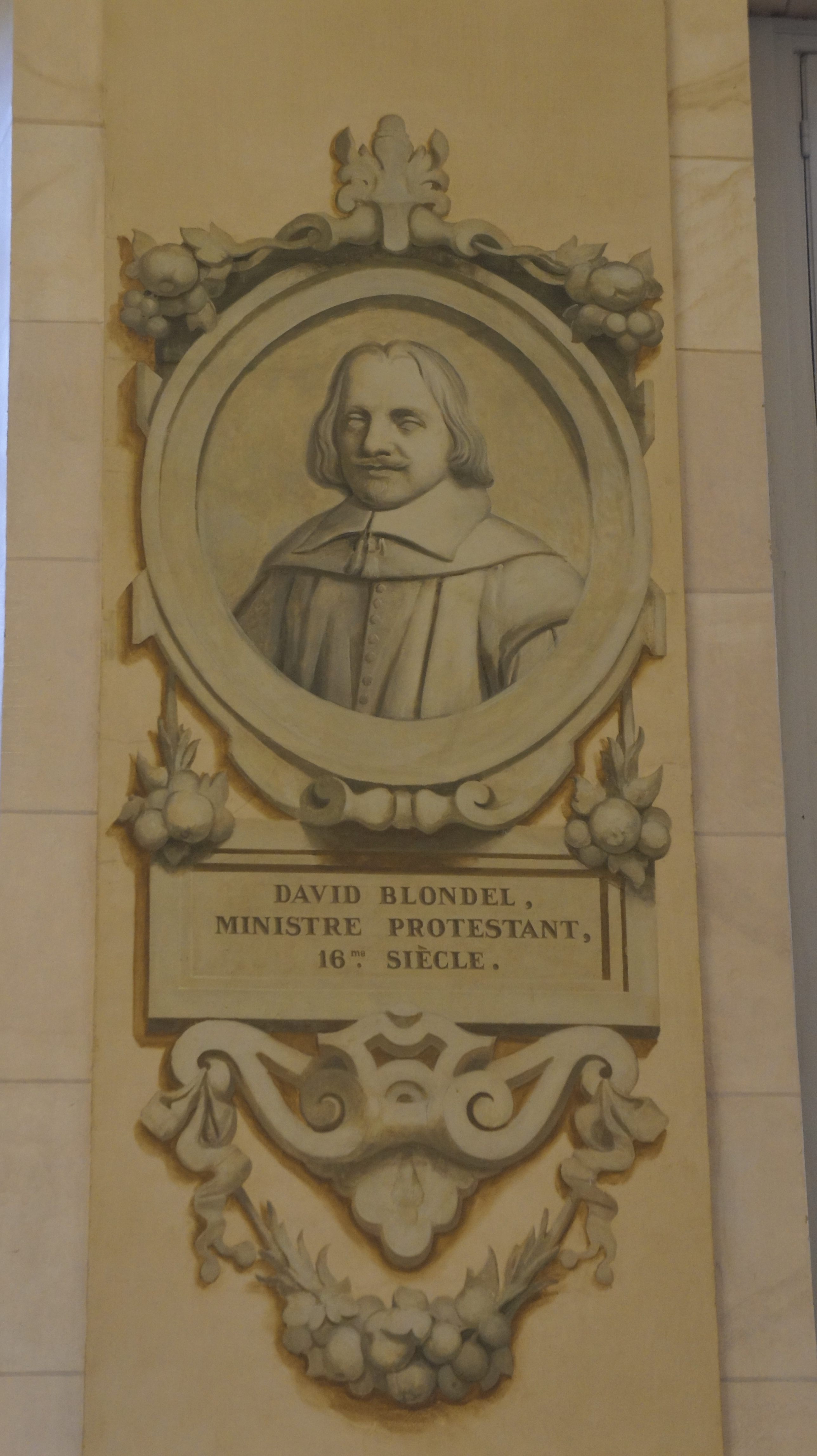
David Blondel

David Blondel (* 25. September 1590 in Châlons-en-Champagne; † 6. April 1655) war ein reformierter Theologe und wurde vor allen Dingen dadurch bekannt, dass er die Echtheit der Päpstin Johanna widerlegte. Er erhielt von Pierre Bayle das Lob, „einer der Männer gewesen zu sein, die die umfassendste Kenntnis der Profan- und Kirchengeschichte hatten“.

## Leben
Nach seinem Studium in Sedan und Genf wurde Blondel Pfarrer in Houdan und später Roucy. Durch Arbeiten, die die Kirchengeschichte betrafen, erwarb er sich bald den Ruf eines Gelehrten. 1631 schlug man ihm vor, Professor an der Akademie in Saumur zu werden, doch Gemeinde und Nationalsynode hielten ihn fest.
1628 veröffentlichte er seinen Nachweis, dass es sich bei den kirchenrechtlich wichtigen Pseudoisidorischen Dekretalen um Fälschungen handelt (Pseudoisidorus et Turrianus vapulantes). Er zeigte darin, dass Texte von Verfassern zitiert wurden, die erst Jahrhunderte nach dem Tod der angeblichen Verfasser geboren wurden.
Zur Erleichterung seiner Studienarbeiten gestattete ihm die Synode von Ile de France 1644 nach Paris zu ziehen. Das nun bessere Gehalt eines Honorarprofessors erleichterte die Arbeit ab 1645 ebenfalls. Schon 1650 zog es ihn allerdings wieder nach Amsterdam zur Ecole Illustre.

## Werke
- De coena Domini disputatio. Sedan 1610.
- Pseudo-Isidorus et Turrianus vapulantes.Genf 1628.
- Traité historique de la Primauté en l´Eglise. 1641.
- Familier éclairissement de la question: si une femme a été assise au siège papal de Rome. Amsterdam 1647.
- De Joanna Papissa. Amsterdam 1657.